# Самый прогрессирующий игрок женской НБЛ
Самый прогрессирующий игрок женской НБЛ (англ. WNBL Breakout Player of the Year Award) — ежегодная награда, присуждаемая игроку женской национальной баскетбольной лиги (ЖНБЛ), который достиг максимального прогресса в течение регулярного сезона, начиная с восьмого сезона (1988), лауреатами которой становились игроки не старше 23 лет. Обладательница приза определяется путём голосования, которое проходит в течение всего сезона и определяется по сумме баллов, полученных игроками в ходе каждого голосования. После каждого тура главные тренеры, их помощники и капитаны всех клубов заполняют карточку для голосования, при этом за первое место присуждаются три очка, два — за второе и одно — за третье, кроме того они не могут голосовать за собственных подопечных. До 1994 года эта награда носила название Лучший молодой игрок, с 1995 года стала называться Лучший новичок имени Бетти Уотсон (также известная как Медаль Бетти Уотсон), которая была названа в честь Бетти Уотсон, основательницы женского баскетбола в Австралии, и присуждалась она баскетболисткам, выступавшим в лиге первый или второй год. С сезона 2019/20 годов этой премии вернули исходное название, а с сезона 2022/23 годов эта награда получила нынешнее название.
Эзийода Магбигор выигрывала звание лучшего новичка трижды, а Эллисон Кук становилась лучшим молодым игроком два раза. Один раз обладателями этого трофея становились сразу два игрока (2002). Чаще других обладателями этой премии становились игроки команды «Австралийского института спорта» (15 раз), «Мельбурн Тайгерс», «Саутсайд Флайерз», «Мельбурн Бумерс» и «Аделаида Лайтнинг» (по 4 раза). Действующим обладателем этого трофея является Эбби Эллис из клуба «Таунсвилл Файр».

## Легенда к списку
|                        | Обозначает, что в этом сезоне было сразу два победителя |
| ^                      | Помечены игроки, выступающие в женской НБЛ по сей день  |
| *                      | Избраны в Австралийский баскетбольный Зал славы         |
| Игрок (жирным шрифтом) | Игроки, выигравшие чемпионский титул в этом же сезоне   |
| Игрок или команда (X)  | Количество титулов, выигранных игроком или его командой |

## Обладатели награды

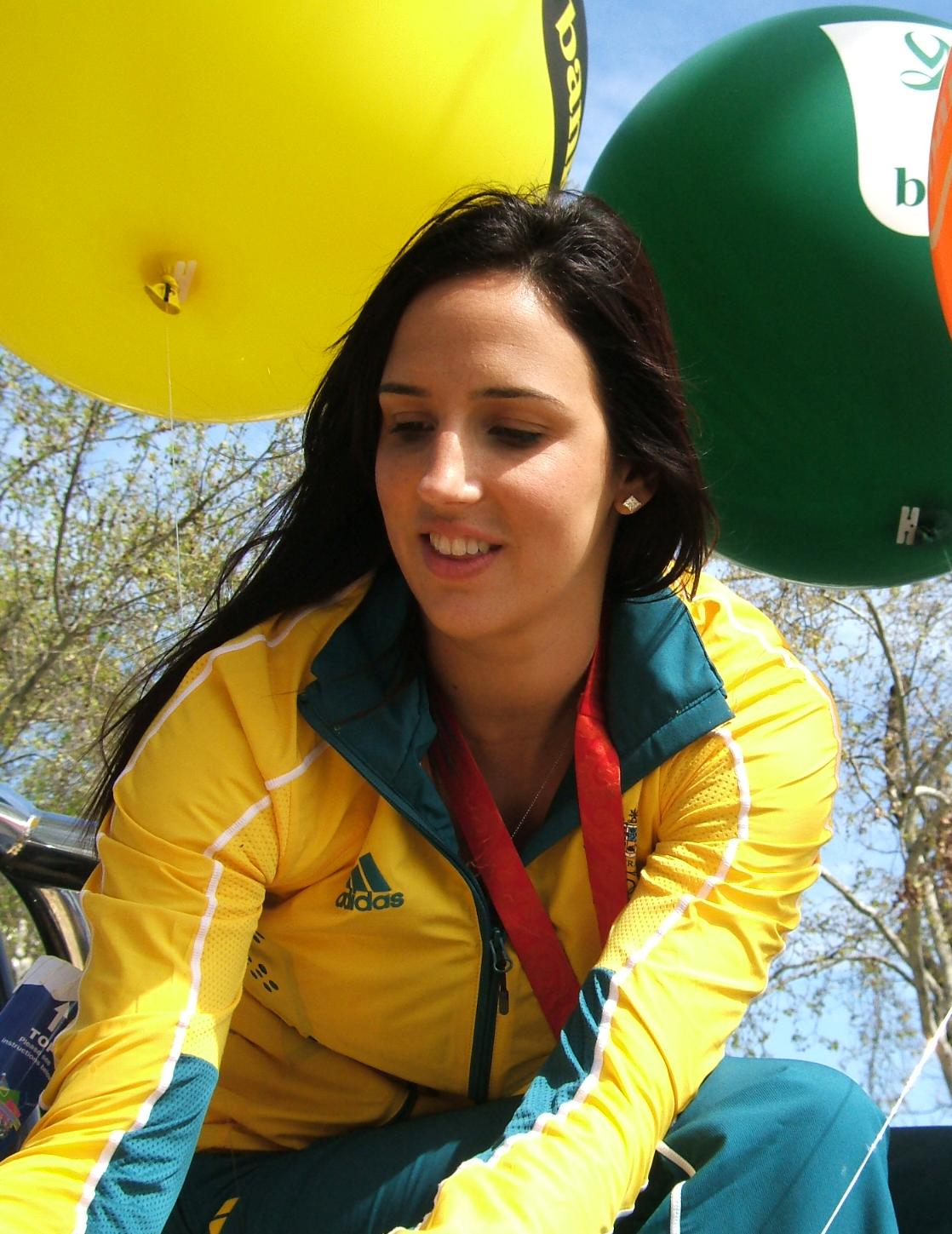
Лора Саммертон выигрывала эту награду в сезоне 2000/01 годов

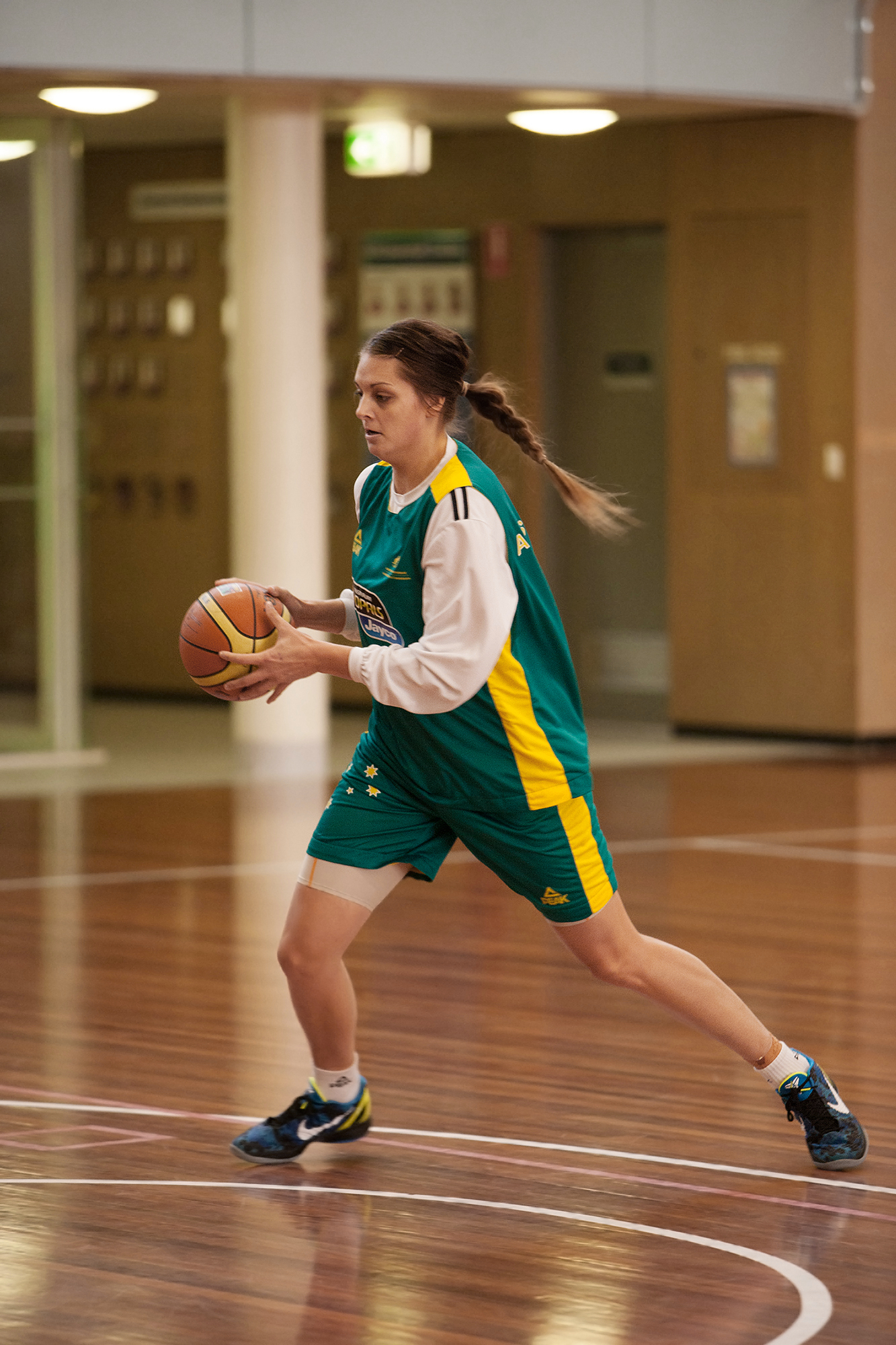
Кайла Фрэнсис выигрывала этот трофей в сезоне 2006/07 годов

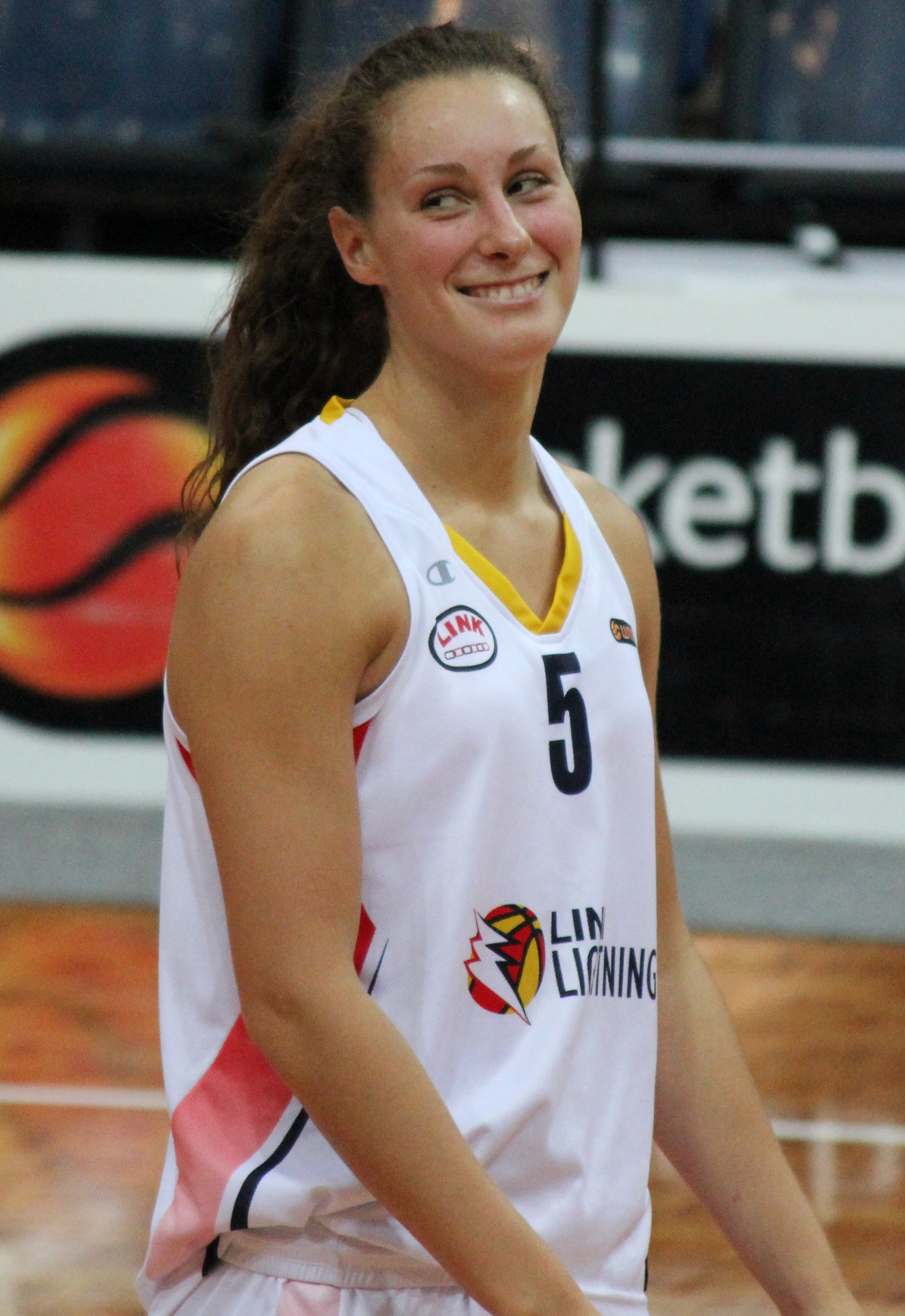
Стефани Толбот выигрывала эту премию в сезоне 2012/13 годов

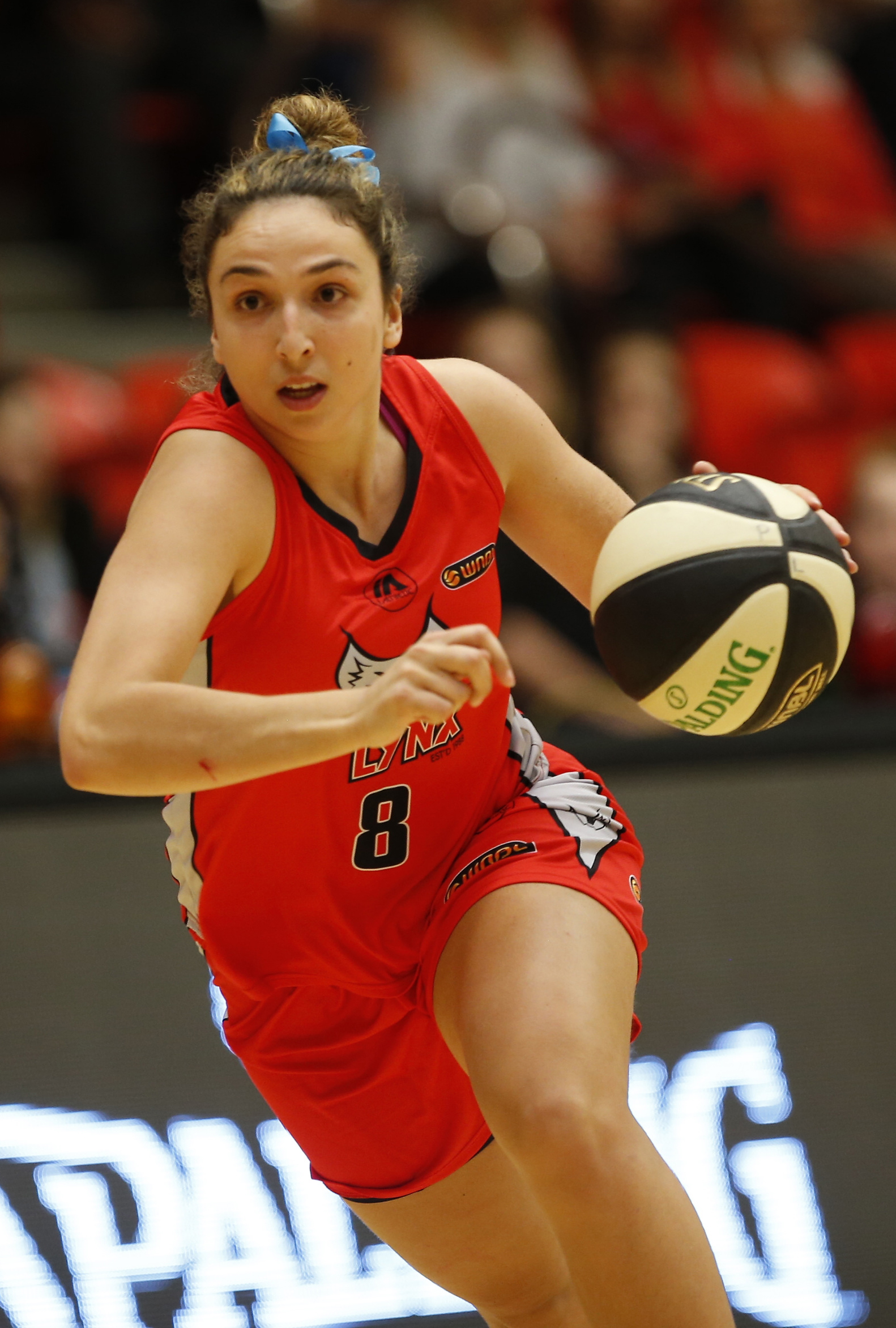
Алекс Сиабаттони выигрывала этот приз в сезоне 2016/17 годов

| Год                         | Игрок                 | Национальность       | Позиция              | Команда                            |
| Лучший молодой игрок        | Лучший молодой игрок  | Лучший молодой игрок | Лучший молодой игрок | Лучший молодой игрок               |
| --------------------------- | --------------------- | -------------------- | -------------------- | ---------------------------------- |
| 1988                        | Люсиль Хэмилтон*      | Австралия            | Форвард / Центровая  | Австралийский институт спорта      |
| 1989                        | Рене Феджент          | Австралия            | Форвард / Центровая  | Австралийский институт спорта (2)  |
| 1990                        | Триша Фэллон*         | Австралия            | Защитник / Форвард   | Австралийский институт спорта (3)  |
| 1991                        | Мишель Броган         | Австралия            | Форвард              | Норланга Тайгерс                   |
| 1992                        | Эллисон Кук*          | Австралия            | Защитник             | Мельбурн Тайгерс                   |
| 1993                        | Эллисон Кук* (2)      | Австралия            | Защитник             | Мельбурн Тайгерс (2)               |
| 1994                        | Марианна Дифранческо  | Австралия            | Центровая            | Мельбурн Тайгерс (3)               |
| Лучший новичок года         |                       |                      |                      |                                    |
| 1995                        | Чика Эмеаги           | Австралия            | Форвард              | Австралийский институт спорта (4)  |
| 1996                        | Джессика Бибби        | Австралия            | Защитник             | Данденонг Рейнджерс                |
| 1997                        | Лорен Джексон*        | Австралия            | Форвард / Центровая  | Австралийский институт спорта (5)  |
| 1998                        | Андреа Картледж       | Австралия            |                      | Мельбурн Тайгерс (4)               |
| 1998/99                     | Кейтлин Райан         | Австралия            | Защитник             | Данденонг Рейнджерс (2)            |
| 1999/00                     | Шелли Хаммондс        | Австралия            | Центровая            | Австралийский институт спорта (6)  |
| 2000/01                     | Лора Саммертон        | Австралия            | Форвард / Центровая  | Австралийский институт спорта (7)  |
| 2001/02                     | Элисон Дауни          | Австралия            | Защитник / Форвард   | Данденонг Рейнджерс (3)            |
| 2001/02                     | Камала Ламшед         | Австралия            | Защитник             | Аделаида Лайтнинг                  |
| 2002/03                     | Келли Уилсон^         | Австралия            | Защитник             | Австралийский институт спорта (8)  |
| 2003/04                     | Кэтлин Маклауд        | Австралия            | Защитник             | Австралийский институт спорта (9)  |
| 2004/05                     | Рене Камино           | Австралия            | Защитник             | Австралийский институт спорта (10) |
| 2005/06                     | Эбби Бишоп^           | Австралия            | Форвард / Центровая  | Австралийский институт спорта (11) |
| 2006/07                     | Кайла Фрэнсис^        | Австралия            | Центровая            | Австралийский институт спорта (12) |
| 2007/08                     | Николь Хант           | Австралия            | Защитник             | Австралийский институт спорта (13) |
| 2008/09                     | Сара Грэм             | Австралия            | Защитник             | Логан Тандер                       |
| 2009/10                     | Тайла Робертс^        | Австралия            | Форвард / Центровая  | Австралийский институт спорта (14) |
| 2010/11                     | Гретель Типпетт       | Австралия            | Форвард / Центровая  | Логан Тандер (2)                   |
| 2011/12                     | Карли Мийович^        | Австралия            | Форвард              | Австралийский институт спорта (15) |
| 2012/13                     | Стефани Толбот^       | Австралия            | Форвард              | Аделаида Лайтнинг (2)              |
| 2013/14                     | Алекс Уилсон^         | Австралия            | Защитник             | Таунсвилл Файр                     |
| 2014/15                     | Лорен Шерф^           | Австралия            | Форвард              | Данденонг Рейнджерс (4)            |
| 2015/16                     | Алекс Сиабаттони^     | Австралия            | Форвард              | Аделаида Лайтнинг (3)              |
| 2016/17                     | Моник Конти^          | Австралия            | Защитник             | Мельбурн Бумерс                    |
| 2017/18                     | Эзийода Магбигор^     | Австралия            | Форвард              | Канберра Кэпиталз                  |
| 2018/19                     | Джаз Шелли^           | Австралия            | Защитник             | Мельбурн Бумерс (2)                |
| Лучший молодой игрок        |                       |                      |                      |                                    |
| 2019/20                     | Эзийода Магбигор^ (2) | Австралия            | Форвард              | Мельбурн Бумерс (3)                |
| 2020                        | Шайла Хил^            | Австралия            | Защитник             | Таунсвилл Файр (2)                 |
| 2021/22                     | Эзийода Магбигор^ (3) | Австралия            | Форвард              | Мельбурн Бумерс (4)                |
| Самый прогрессирующий игрок |                       |                      |                      |                                    |
| 2022/23                     | Изобель Борлейс^      | Австралия            | Защитник             | Аделаида Лайтнинг (4)              |
| 2023/24                     | Александра Шарп^      | Австралия            | Защитник             | Канберра Кэпиталз (2)              |
| 2024/25                     | Эбби Эллис^           | Австралия            | Защитник             | Таунсвилл Файр (3)                 |